# Nec temere, nec timide

Гданськ

Nec temere, nec timide — це латинський вислів, який означає призив до сміливих дій але з належною обережністю, та може перекладатись як «ні безрозсудно, ні боязко», чи «обережно, але без страху в серці». Його точне походження невідоме, хоча ще Аристотель у «Нікомаховій етиці» зазначає, що доброчесна людина не є стриманою чи боязкою, а сміливою. 
Вислів найбільш відомий як девіз дано-норвезького військово-морського героя Нільса Юєля, який, імовірно, вперше використав його на світанку 1 липня 1677 року, безпосередньо перед битвою за затоку Кеге, однією із найбільший морських перемог Данії.
Цю фразу використовували як девіз армійські родини Бент, Баклі та Шерборн, а також окремі особи, зокрема баронети Вільямс-Балклі та Чарльз Вестерн, 1-й барон Вестерн. 
Сьогодні він використовується як девіз різними установами, зокрема:
- Королівська військово-морська академія Данії
- Колишній англійський район Освестрі в графстві Шропшир [3]
- Гданськ
- Голландська десантно-штурмова бригада 11 аеромобільної бригади (Нідерланди) .
- Коледж Епплбі
- Cottrell Old Yankee Ale [4]
- Мічіганська дослідницька лабораторія [5]
- Королівський гольф-клуб Квебеку
- Готель Bulkeley, Бомаріс
- National Paramount Services, LLP, [6] США
- Вільне місто Данциг, 1920-1939
- Уряд вільного міста Данциг у вигнанні

1. ↑  Latin Proverb of the Day: Nec temere, nec timide. Архів оригіналу за 3 вересня 2007. Процитовано 21 грудня 2008. [Архівовано 2007-09-03 у Wayback Machine.]
2. ↑  The General Armory of England, Scotland, Ireland and Wales, Bernard Burke, Harrison & Sons, 1884, p. 142, 1094-5
3. ↑  Oswestry - Coat of arms (crest) of Oswestry. www.heraldry-wiki.com.
4. ↑  Cottrell Brewing Co. — The local beer of choice in Connecticut and Rhode Island.
5. ↑  The Michigan eXploration Lab.
6. ↑  National Paramount Services, LLP. www.hirenps.co. Архів оригіналу за 18 вересня 2016. Процитовано 10 вересня 2016. [Архівовано 2016-09-18 у Wayback Machine.]

 Вікісховище має мультимедійні дані за темою: Nec temere, nec timide